# Anna Kleman
Pour les articles homonymes, voir Kleman.
Anna Sofia Kleman, née en 1862 à Karlskrona et morte en 1940 à Stockholm, est une agente d'assurance et une féministe suédoise. Elle est reconnue pour son militantisme en faveur des droits des femmes, et notamment pour son engagement pour le suffrage féminin.

## Biographie

### Famille
Anna Sofia Kleman est la fille du commandant Carl Kleman (1820-1872) et de Johanna Augusta Grahm (1825-1904). Sa sœur cadette, Ellen Kleman (1867-1943), est également active dans le mouvement pour les droits des femmes.  

### Carrière professionnelle
En 1895, elle travaille pour la compagnie d'assurance Thule à Stockholm. À partir de 1903, elle est active au sein de Studenter och Arbetare (Association des étudiants et des travailleurs),. 
Dès sa création en 1919, Anna Kleman fait partie du conseil d'administration de la section suédoise de l'organisation caritative Save the Children, Rädda Barnen. Elle en devient plus tard la présidente.

### Droits des femmes et pacifisme
De 1906 à 1911, Anna Kleman siège au conseil d'administration de Landsföreningen för kvinnans politiska rösträtt (Association pour les droits politiques des femmes). En 1907, elle est élue au comité de l'organisation féminine Nya Idun (en). 

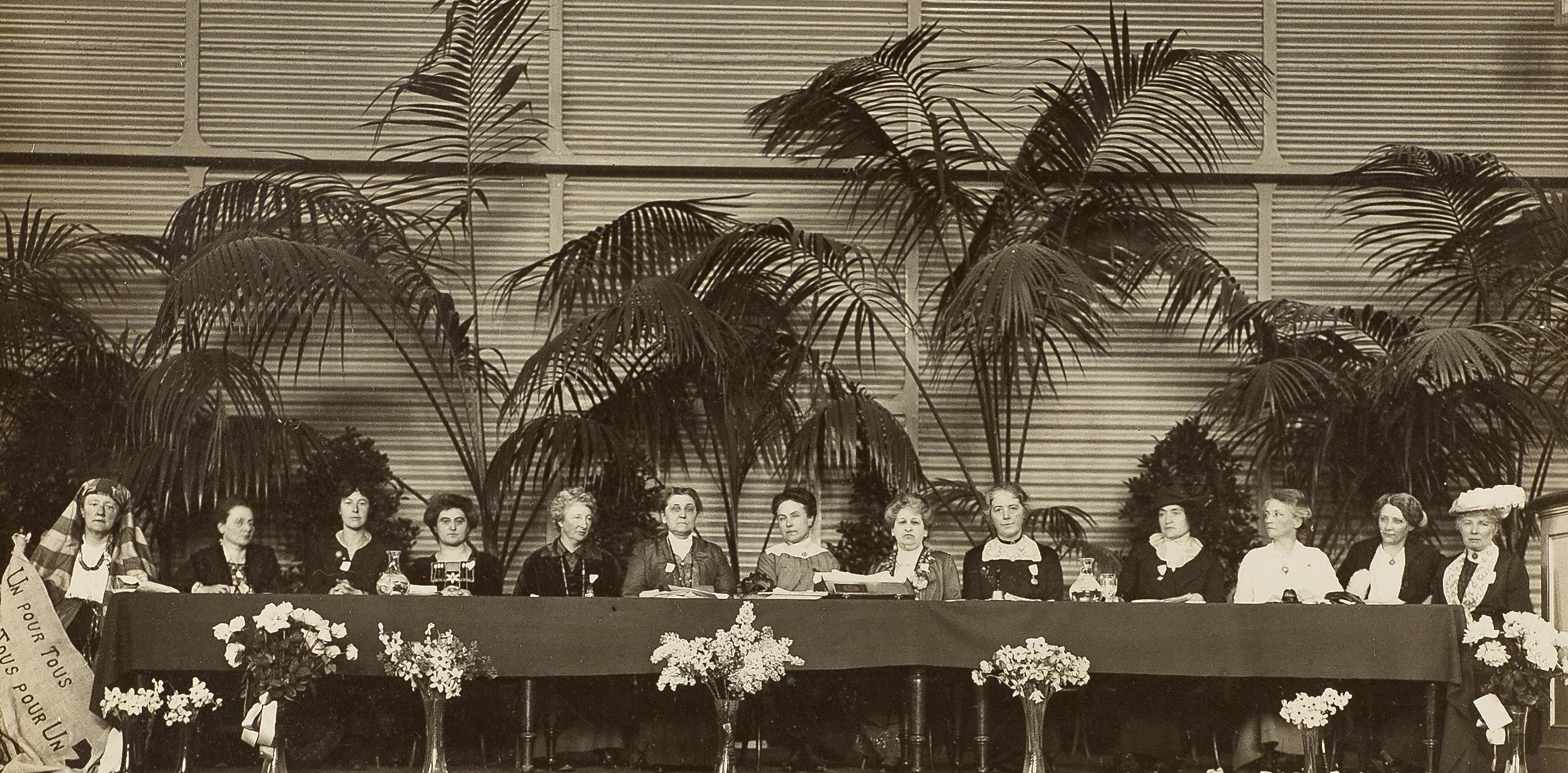
Comité international des femmes pour la paix permanente en 1915 à La Haye : 1. Lucy Thoumaian - Arménie, 2. Leopoldine Kulka, 3. Laura Hughes - Canada, 4. Rosika Schwimmer - Hongrie, 5. Anita Augspurg - Allemagne, 6. Jane Addams - États-Unis, 7. Eugénie Hamer, 8. Aletta Jacobs - Pays-Bas, 9. Chrystal Macmillan - Royaume-Uni, 10. Rosa Genoni - Italie, 11. Anna Kleman - Suède, 12. Thora Daugaard - Danemark, 13. Louise Keilhau - Norvège.

Anna Kleman est partisane du droit de vote des femmes. En 1911, elle participe à la Conférence de Stockholm sur le suffrage féminin, et représente la Suède lors du Comité international des femmes pour la paix permanente en 1915 à La Haye, et au congrès de la Ligue internationale des femmes pour la paix et la liberté à Zurich en 1919. Militante pacifiste, elle préside la section suédoise de cette organisation internationale de femmes de 1915 à 1918.
En tant qu'autrice, Anna Kleman contribue à la rédaction d'articles en faveur du suffrage féminin dans la revue Rösträtt för kvinnor (Droit de vote pour les femmes) à partir de 1916.
En 1925, elle assiste à la convention du Conseil international des femmes organisée par la National Woman Suffrage Association à Washington, D.C, rendant compte des discussions dans Hertha, un magazine consacré au mouvement des femmes,.